# Thunder Fox
Thunder Fox est un jeu vidéo d'action de Taito, sorti en 1990 en arcade et par la suite converti en 1991 sur Mega Drive.

## Équipe de développement
Version Mega Drive
- Conception des graphismes : Masayuki Suzuki, M. Otsuka, Y. Kadowaki
- Programmation : Daikoku Hisaya, Kawataro, Hyper Gen, Utan Nabe, Purupuru
- Effets sonores : Zuntata
- Conception du jeu : Y. Sato